# アクト (イギリスのバンド)
アクト（Act）は、1980年代後半にZTTレコーズと契約したシンセポップ・グループであり、イギリスのミュージシャンであるトーマス・リアーとドイツ出身で元プロパガンダのボーカリストであるクラウディア・ブルッケンによって構成されていた。シンセポップとディスコに加えて、グループはサイケデリック・ロックとミュージカルの影響も受けていた。叙情的でありつつ、彼らの歌にはデカダンスと道徳的破産に関係する傾向があった。バンドは1988年にファースト・アルバム『ラフター、ティアーズ&レイジ』をリリースした直後に解散。

## ディスコグラフィ

### アルバム
- 『ラフター、ティアーズ&レイジ』 - Laughter, Tears and Rage (1988年)
- Act - Love & Hate: A Compact Introduction (2015年)

### シングル
- "Snobbery and Decay" (1987年) 全英60位[1]、イタリア38位
- "Absolutely Immune" (1987年)
- "Chance" (1988年) ※ABBAのサンプリングを取り巻く著作権の問題により、リリース前にシングルは取り下げられた
- "I Can't Escape from You" (1988年)